# Fisiografia do Rio Grande do Sul
A fisiografia do Rio Grande do Sul é uma divisão do estado do Rio Grande do Sul primeiramente formalizada por Amyr Borges Fortes em 1959. O estado é organizado nas seguintes subdivisões fisiográficas:
- Litoral
- Depressão Central
- Missões (Neikolonie na língua regional Riograndenser Hunsrückisch)
- Campanha
- Serra do Sudeste
- Encosta do Sudeste
- Alto Uruguai
- Campos de Cima da Serra
- Planalto Médio
- Encosta Inferior do Nordeste
- Encosta Superior do Nordeste